# 서경 59도
서경 59도(西經59度)는 본초 자오선에서 서쪽으로 59도 떨어진 경선이다. 북극점에서 시작하여 북극해, 북아메리카, 대서양, 남아메리카, 남극해, 남극을 거쳐 남극점에 이른다.
서경 59도는 동경 121도와 이어져 지구의 대원을 이룬다.

## 지나가는 지역
북극점에서 남극점까지 서경 59도선은 다음 지역을 지나간다.
| 좌표                                                  | 나라, 지역, 해역    | 비고 |
| ----------------------------------------------------- | ------------------- | --- |
| 북위 90° 0′ 서경 59° 0′  / 북위 90.000° 서경 59.000°  | 북극해              | |
| 북위 83° 30′ 서경 59° 0′  / 북위 83.500° 서경 59.000° | 링컨해              | |
| 북위 82° 4′ 서경 59° 0′  / 북위 82.067° 서경 59.000°  | 그린란드            | |
| 북위 81° 56′ 서경 59° 0′  / 북위 81.933° 서경 59.000° | 뉴먼만              | |
| 북위 81° 52′ 서경 59° 0′  / 북위 81.867° 서경 59.000° | 그린란드            | |
| 북위 75° 42′ 서경 59° 0′  / 북위 75.700° 서경 59.000° | 배핀만              | |
| 북위 70° 0′ 서경 59° 0′  / 북위 70.000° 서경 59.000°  | 데이비스 해협       | |
| 북위 60° 0′ 서경 59° 0′  / 북위 60.000° 서경 59.000°  | 대서양              | 래브라도해 |
| 북위 55° 9′ 서경 59° 0′  / 북위 55.150° 서경 59.000°  | 캐나다              | 뉴펀들랜드 래브라도주 — 래브라도 퀘벡주 — 북위 52° 0′ 서경 59° 0′  / 북위 52.000° 서경 59.000° 부터                                                        |
| 북위 50° 46′ 서경 59° 0′  / 북위 50.767° 서경 59.000° | 세인트로렌스만      | |
| 북위 48° 40′ 서경 59° 0′  / 북위 48.667° 서경 59.000° | 캐나다              | 뉴펀들랜드 래브라도주 — 뉴펀들랜드섬의 포르토포르반도 |
| 북위 48° 31′ 서경 59° 0′  / 북위 48.517° 서경 59.000° | 세인트조지만        | |
| 북위 48° 8′ 서경 59° 0′  / 북위 48.133° 서경 59.000°  | 캐나다              | 뉴펀들랜드 래브라도주 — 뉴펀들랜드섬 |
| 북위 47° 35′ 서경 59° 0′  / 북위 47.583° 서경 59.000° | 대서양              | |
| 북위 7° 53′ 서경 59° 0′  / 북위 7.883° 서경 59.000°   | 가이아나            | 베네수엘라가 영유권 주장 |
| 북위 1° 19′ 서경 59° 0′  / 북위 1.317° 서경 59.000°   | 브라질              | 호라이마주 아마조나스주 — 북위 0° 14′ 서경 59° 0′  / 북위 0.233° 서경 59.000° 부터 마투그로수주 — 남위 8° 46′ 서경 59° 0′  / 남위 8.767° 서경 59.000° 부터 |
| 남위 16° 18′ 서경 59° 0′  / 남위 16.300° 서경 59.000° | 볼리비아            | |
| 남위 19° 24′ 서경 59° 0′  / 남위 19.400° 서경 59.000° | 파라과이            | |
| 남위 24° 39′ 서경 59° 0′  / 남위 24.650° 서경 59.000° | 아르헨티나          | |
| 남위 38° 40′ 서경 59° 0′  / 남위 38.667° 서경 59.000° | 대서양              | |
| 남위 51° 23′ 서경 59° 0′  / 남위 51.383° 서경 59.000° | 포클랜드 제도       | 이스트포클랜드 섬 — 아르헨티나가 영유권 주장 |
| 남위 52° 3′ 서경 59° 0′  / 남위 52.050° 서경 59.000°  | 대서양              | |
| 남위 60° 0′ 서경 59° 0′  / 남위 60.000° 서경 59.000°  | 남극해              | |
| 남위 62° 12′ 서경 59° 0′  / 남위 62.200° 서경 59.000° | 사우스셰틀랜드 제도 | 킹조지섬과 넬슨섬 — 아르헨티나과 영국, 칠레가 영유권 주장                                                                                                  |
| 남위 62° 20′ 서경 59° 0′  / 남위 62.333° 서경 59.000° | 남극해              | |
| 남위 63° 40′ 서경 59° 0′  / 남위 63.667° 서경 59.000° | 남극                | 남극 반도 — 아르헨티나과 영국, 칠레가 영유권 주장 |
| 남위 64° 57′ 서경 59° 0′  / 남위 64.950° 서경 59.000° | 남극해              | Weddell Sea |
| 남위 75° 29′ 서경 59° 0′  / 남위 75.483° 서경 59.000° | 남극                | 아르헨티나과 영국, 칠레가 모두 영유권을 주장하는 권역 |

## 같이 보기
- 서경 58도
- 서경 60도